# 루차노 레 체코니
루차노 레 체코니(이탈리아어: Luciano Re Cecconi luˈtʃaːno ˈre ttʃekˈkoːni[*]; 1948년 12월 1일, 롬바르디아 주 네르비아노 ~ 1977년 1월 18일, 라치오 주 로마)는 이탈리아의 전 축구 선수로, 현역 시절 미드필더로 활약했다. 빠르고, 강인하며, 운동신경이 뛰어나고, 근면한 선수로, 주력, 끈질김, 체력으로 정평이 났으며, 소속 구단에서 광역 미드필더 혹은 수비형이나 중앙 미드필더를 맡았었다. 그는 현역 시절에 유머에 일가견이 있던 것으로도 회자되며, 자신의 금발을 따 금발 천사(이탈리아어: l'Angelo Biondo ˈlandʒelo ˈbjondo[*])의 별칭으로 수식되었다.

## 클럽 경력
레 체코니는 1968년 4월 14일, 세리에 C의 프로 파트리아에서 신고식을 치렀고, 얼마 후 포자로 이적해 1969-70 시즌에 세리에 B에 속한 구단을 세리에 A로 올려놓았다.(그러나, 포자는 이듬해에 다시 강등당했다.) 1972년, 그는 라치오에 입단했다. 그는 1973-74 시즌에 라치오가 첫 리그 우승을 거두는데 공을 세웠고, 이 과정에서 23경기에 출전해 2골을 득점했다. 그는 1973-74 시즌에 U-21 선수단 일원으로도 리그를 우승했다.

## 국가대표팀 경력
레 체코니는 1974년 월드컵 본선에 참가한 이탈리아 선수단에 발탁되었고, 1974년에 열린 친선경기에서 2번 출전했다. 그는 1974년 월드컵에 참가할 선수단에 이름을 올린 것 외에도 U-23 국가대표팀 일원으로도 출전 경험이 있다.

## 최후
레 체코니는 1977년 1월 18일에 로마에 있는 본인 친구의 보석상에서 강도질하는 시늉을 하는 장난을 치다가 총에 맞아 요절했다.

## 수상
라치오
- 세리에 A: 1973–74